# Gunsta
Gunsta est une localité de Suède dans la commune d'Uppsala située dans le comté d'Uppsala.
Sa population était de 632 habitants en 2019.